# Macrobrachium saigonense
Macrobrachium saigonense is een garnalensoort uit de familie van de Palaemonidae. De wetenschappelijke naam van de soort is voor het eerst geldig gepubliceerd in 2006 door Nguyên.